# Place de la Croix-de-Bourgogne
Pour les articles homonymes, voir Croix de Bourgogne.
La place de la Croix-de-Bourgogne est une place agrémentée d'arbres de la ville de Nancy. Elle tire son nom de la croix qu'arborait Charles le Téméraire, mort à la bataille de Nancy, et à qui René II de Lorraine voulut rendre hommage.

## Situation et accès
Située dans le quartier « Poincaré - Foch - Anatole France - Croix de Bourgogne ».

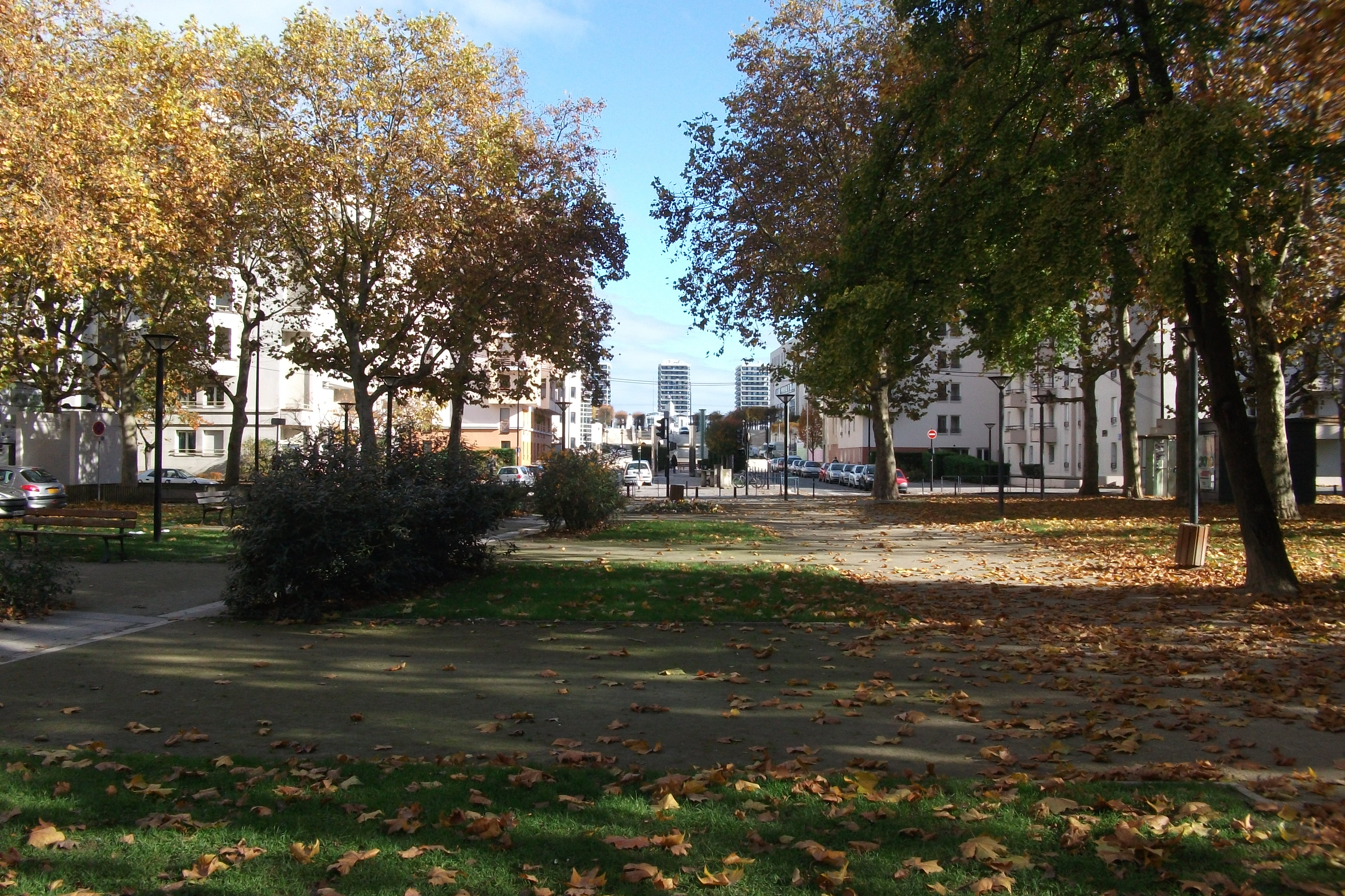
La place.

Aux carrefours de la rue Jean Prouvé avec la rue Jeanne d'Arc à l'est, de la rue Courbet au sud, ainsi que de la rue Pfister à l'ouest. Un parking, « Place de la Croix de Bourgogne », arboré, a été aménagé sur sa face nord.
Accessible depuis la gare de Nancy-Ville à environ 10 minutes à pieds, 5 minutes en vélo et 2 minutes en voiture. Aucun transport en commun ne dessert directement la place.

## Origine du nom

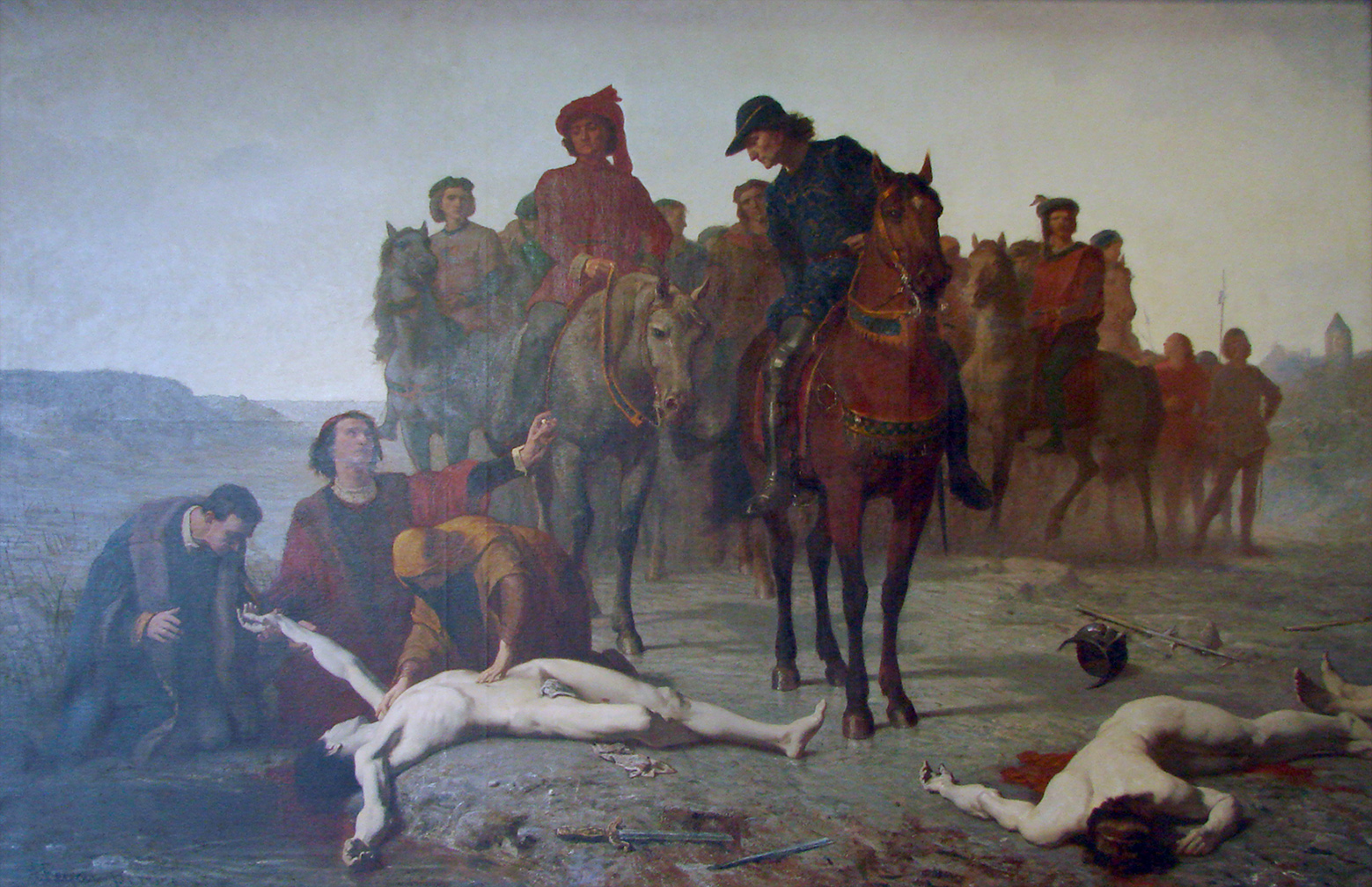
Le Téméraire retrouvé après la bataille de Nancy par Augustin Feyen-Perrin en 1865 - (musée des beaux-arts de Nancy).
Devant Grandson, perdit ses possessions. Devant Morat, le cœur brisa. Devant Nancy, perdit la vie. (Vieux dire suisse).

Afin de rendre hommage à son adversaire mort au combat, le duc René II de Lorraine fit ériger une croix à double traverse à l'emplacement où fut retrouvé le corps de Charles le Téméraire. La croix de bourgogne étant celle figurée sur les armoiries des ducs de Bourgogne et que le toponyme rappelle.

## Historique
Ancien « chemin de la Croix de Bourgogne », ainsi appelé du voisinage immédiat de la croix commémorative, érigée à l'emplacement exact de l'étang Saint-Jean où fut retrouvé, après la bataille de Nancy, le corps de Charles le Téméraire, en 1477.
Cette croix, ramenée d'Anjou par René Ier, grand-père de René II, était arborée par les troupes lorraines avant qu'elle ne devienne l'emblême ducal au lendemain de la bataille de Nancy.
Au XIXe siècle, l'étang fut drainé et la zone urbanisée, tout en laissant une vaste place autour du monument sis en son centre.

## Bâtiments remarquables et lieux de mémoire

### Monument central
Le monument précédent, similaire à une croix de chemin, mais coiffée d'une croix de Lorraine, est conservé au Musée lorrain de Nancy. Maintes fois repris, comme l'atteste la colonne corinthienne de style néoclassique, il s'agirait du quatrième monument depuis le Moyen-Âge.

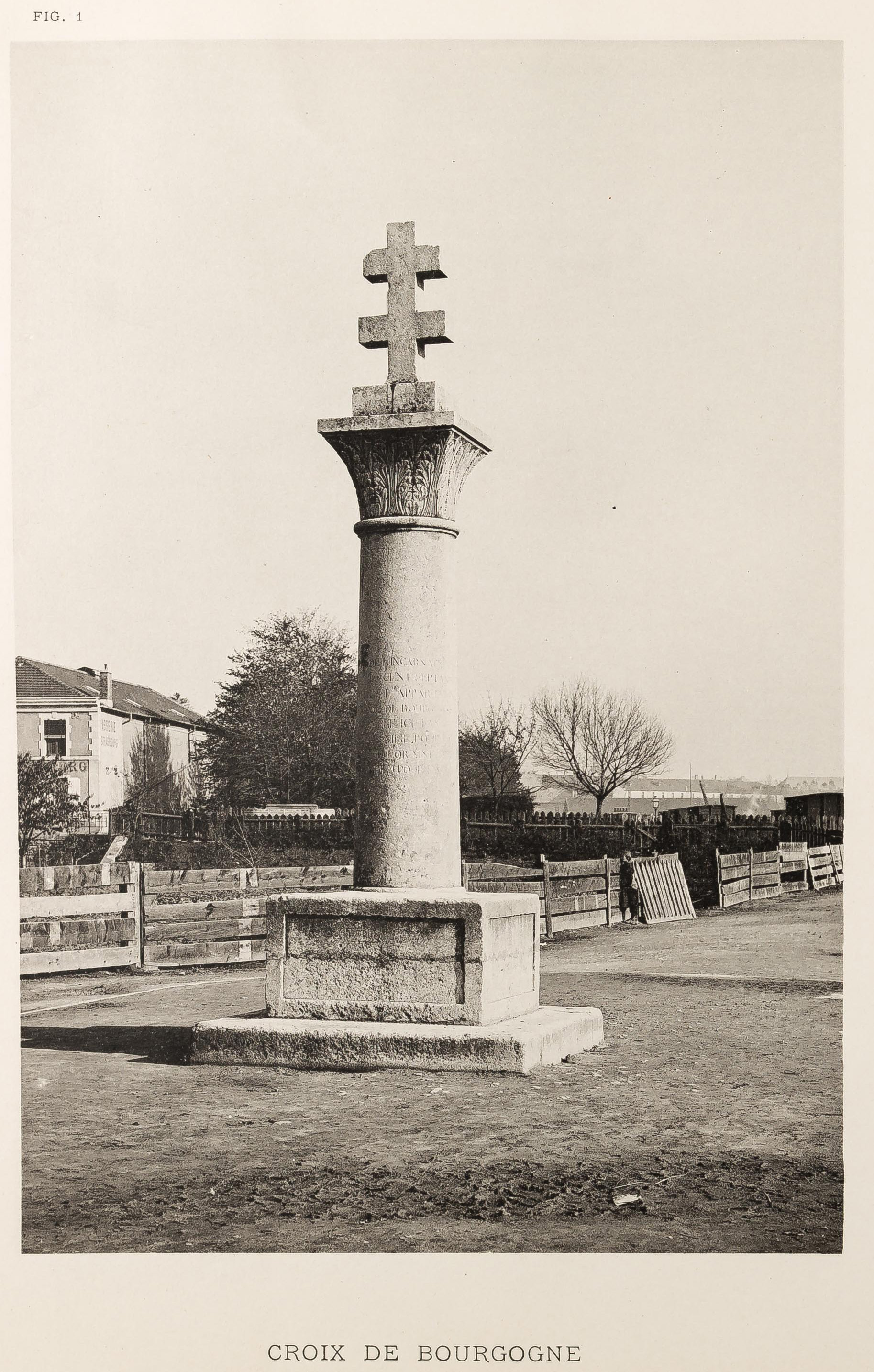
L'ancienne croix.

La croix actuelle est un édicule à la riche décoration due à l'artiste de l'École de Nancy, Victor Prouvé, qui représente René II, arborant le blason du duché de Lorraine et brandissant la croix de Lorraine, en signe de victoire. Elle fut érigée en 1928 par souscription publique et reprend sur sa face ouest l'ancienne inscription « En l'an de l'incarnation mil quatre cens septante-six veille de l'apparition fut le duc de Bourgogne occis et en bataille icy transis ou croix suis mise pour mémoire René duc des Lorrains merrcy rendant a dieu pour la victoire ».

Au nord le blason de Lorraine et l'inscription « Vive Lorraine ».

À l'ouest le blason de Charles le Téméraire.

Au sud le blason de Bourgogne et l'inscription « Vive Bourgogne ».
À l'arrière du monument, sont gravés dans le grès les noms de :
- Victor Prouvé, inventeur du monument ;
- Georges Biet, architecte ;
- Gentil & Bourdet, mosaïstes exécutants ;
- Victor Chaize, grand entrepreneur de travaux publics nancéien.